# Gregorio V
Gregorio V (en latín: Gregorius PP. V) de nombre secular Bruno de Carintia (Sajonia, c. 972-Roma, 18 de febrero de 999) fue el papa 138.º de la Iglesia católica de 996 a 999.

## Biografía
Elegido papa por imposición de su primo, el emperador Otón III, que se encontraba en Italia para reprimir el levantamiento que contra Juan XV había encabezado Crescencio II, será el primer pontífice alemán de la historia del papado, y uno de los más jóvenes, al ascender al Trono de Pedro a los 24 años de edad. 
Capellán de la corte de Otón III en el momento de su elección, uno sus primeros actos como Gregorio V fue coronar a Otón III el 21 de mayo de 996 como emperador del Sacro Imperio. Tras la coronación se celebró un sínodo en el que resultaron condenados  al destierro los cabecillas de la rebelión, entre ellos Crescencio II, aunque dicha pena fue posteriormente conmutada por intercesión de Gregorio V.
El nuevo papa solo contaba con el apoyo imperial, ya que el pueblo romano no aceptaba un papa extranjero rigiendo los destinos de la Iglesia; por lo que, aprovechando que Otón III  volvió a Alemania y que el papa se encontraba en la Lombardía,  Crescencio II  con el apoyo bizantino nombró papa, en 997, a Juan Filigato, un obispo de origen griego, que tomó el nombre de Juan XVI.
El nombramiento de este antipapa obligó, en 998, al emperador Otón III a regresar nuevamente a Italia, donde, tras restaurar a Gregorio V, hizo decapitar a Crescencio II y tras mutilar  a Juan XVI lo recluyó en el monasterio de Fulda hasta su muerte en 1013.
Gregorio V actuó coherentemente como representante del emperador en Roma y otorgó muchos privilegios excepcionales a monasterios del Sacro Imperio Romano Germánico.
Durante el pontificado de su antecesor, Juan XV, se había producido la deposición de Arnulfo como arzobispo de Reims que fue sustituido, con la oposición del papado,  por Gerberto, el futuro Silvestre II que contaba con el apoyo del rey francés Hugo Capeto. La muerte de este, en 996 dejó a Gerberto sin apoyos, ya que su sucesor Roberto II de Francia, que había contraído matrimonio con su tía Bertha y deseaba la dispensa papal para dicha unión, deseaba un acercamiento con el papa. Esta falta de apoyo provocó que en un concilio celebrado en Pavía, en 997, se restituyera en el arzobispado de Reims a Arnulfo y se condenara como usurpador a Gerberto.